# New England (dominion)
New England (engelska: Dominion of New England in America) var åren 1686–1689 en administrativ union av engelska besittningar i Nordamerika. Den var centralstyrd, influerad av Vicekungadömet Nya Spanien, och blev impopulär, då de enskilda provinsernas traditionella rättigheter hotades.
Området var stort, från Delawarefloden i syd till Penobscotbukten i norr, och bestod av Maine, New Hampshire, Vermont, Massachusetts, Rhode Island, Connecticut, New York och New Jersey, vilket gjorde det svårt att styra. Viceguvernör Sir Edmund Andros  var impopulär, och sågs av många som ett hot. När nyheterna om Ärorika revolutionen i England nått Boston 1689, fick man höra att kung Jakob II av England fått sparken, delvis på grund av sina band till katolicismen. Antikatolska puritaner började revoltera mot Edmund Andros, och arresterade honom och hans officerare. Vid Leislerupproret i New York avsattes guvernören, Francis Nicholson, i vad som ledde till etniska stridigheter mellan nyanlända engelsmän, och nederländare som bott där sedan länge. Därefter återfick provinserna sina gamla rättigheter.

### Fotnoter
1. ↑  ”Dominion of New England” (på engelska). World Statesmen. http://www.worldstatesmen.org/US_states_L-M.html#Dominion. Läst 9 november 2015.
2. ↑  ”Londen den 15 Junij”. Ordinarie Stockholmiske Posttijdender:  s. 7. 5 juli 1686.